# Otto von Riedenburg
Otto von Riedenburg († 6. Juli 1089) war der 17. Bischof von Regensburg von 1061 bis 1089.

## Leben
Otto von Riedenburg stammte aus dem Haus der Riedenburger, benannt nach Riedenburg. Sein Vater Rudpert von Riedenburg war Burggraf von Regensburg. Er war zunächst Domkanoniker im Bamberg. Im Winter 1064/1065 nahm er ebenso wie Siegfried von Mainz, Gunther von Bamberg und Wilhelm I. von Utrecht an einer Wallfahrt nach Jerusalem teil. Nur ein Bruchteil der bewaffneten Wallfahrer kehrte zurück, viele wurden durch Überfälle von Beduinen aufgerieben und hatten mit dem Gelübde umzugehen, dass sie an heiligen Tagen keine Waffen benutzen durften.
Mit beginnendem Investiturstreit wurde der Bischof als Gefolgsmann Heinrichs IV. 1073 von Alexander II. und erneut 1075 von Gregor VII. gebannt. Auf der Reichsversammlung, die im Januar 1076 in Worms stattfand, gehörte er zu den Bischöfen, die Gregor VII. den Gehorsam aufkündigten. An der folgenden Reichsversammlung im Mai 1076, ebenfalls in Worms, auf der der Papst abgesetzt werden sollte, war er aber nicht mehr beteiligt. Als Anhänger Heinrichs IV. stellte er Truppen gegen die Gegenkönige Rudolf von Rheinfelden und Hermann von Salm. Während der folgenden Fehde des Kaisers gegen Ekbert II., Markgraf von Meißen, wurde der Bischof bei der Belagerung der Burg Gleichen schwer verwundet und starb wenig später.